# Vincent Martella
Vincent Michael Martella (Rochester, 15 oktober 1992) is een Amerikaanse acteur en muzikant. Hij speelde mee in Ned's Declassified School Survival Guide als The Scoop en in Everybody Hates Chris als Greg.
Zijn debuutalbum als zanger is Time Flies By uit 2006.